# Hubert Konrad Frank
Hubert Konrad Frank (Pseudonym für Konrad Frank; * 12. September 1939 in Kenzingen, Baden; † 18. August 2014 in Bergisch Gladbach) war ein deutscher Schriftsteller.

## Leben
Hubert Konrad Frank studierte Germanistik und Anglistik an der Freien Universität Berlin und an der Universität Freiburg. Von 1970 bis 1978 war er als Gymnasiallehrer tätig. Bis 2004 lebte er als freier Schriftsteller in Freiburg/Breisgau. Er war Verfasser von Erzählungen, Gedichten und Theaterstücken.
Frank war Mitglied des Verbandes Deutscher Schriftsteller. 1988 gehörte er zu den Mitgründern des Literatur Forums Südwest in Freiburg.
1990 erhielt er ein Literaturstipendium der Kunststiftung Baden-Württemberg. Nachdem er vom Ingeborg-Bachmann-Preis 1990 in Klagenfurt noch aus formalen Gründen ausgeschlossen worden war, weil er seine Geschichte vom Baden-Dubel bereits in einer Sendung des Südwestfunks vorgestellt hatte, wurde er auf der Veranstaltung im Folgejahr Träger des Preises der Kärntner Industrie.
Seit 2004 lebte er in Bergisch Gladbach bei Köln.

## Werke
- Baden-Dubel, Berlin [u. a.] 1992